# ناتاشا علم
ناتاشا علم (بالروسية: Наталья Анатольевна Шиманчук; ولدت ناتاليا أناتوليفنا شيمانشوك) عارضة أزياء أوزبكية ، بدأت مسيرته الفنية على شاشة التلفزيون مع مسلسل الجريء والجميلة, كما وظهرت في أعمال سينمائية منها قانون الحرب. (2015)

## روابط خارجية
- ناتاشا علم على موقع IMDb (الإنجليزية)
- ناتاشا علم على موقع ألو سيني (الفرنسية)
- ناتاشا علم على موقع أول موفي (الإنجليزية)
- ناتاشا علم على موقع إن إن دي بي (الإنجليزية)
- ناتاشا علم على موقع قاعدة بيانات الفيلم (الإنجليزية)
- ناتاشا علم على موقع كينوبويسك (الروسية)
- Natasha Alam on ماي سبيس
- natashaalamعلى تويتر.